# Île Saint-Louis (Senegal)
Die Île Saint-Louis, eine rund 70 Hektar große längliche Insel vor der Mündung des Senegal-Flusses in den Atlantik, trägt den historischen Stadtkern von Saint-Louis und war die erste französische Siedlung in Afrika und die erste Hauptstadt Senegals. Sie wurde im Jahr 2000 von der UNESCO zum Weltkulturerbe erklärt.

## Geschichte
Vorläufergesellschaften der französischen Senegalkompanie betrieben seit 1628 am Senegal ein erstes Handelskontor. Dieses wurde 1659 zusammen mit der dabei entstandenen Siedlung näher an die Flussmündung auf die bis dahin unbewohnte Insel N'Dar verlegt, über die der Brak von Waalo gebot. Befestigt wurde der Handelsplatz mit einem Fort.
Als im April 1749 der Botaniker Michel Adanson auf seinen Forschungsreisen erstmals den Senegal-Fluss befuhr, beschrieb er die Insel als eine bloße, sonnenverbrannte und unfruchtbare Sandbank, die sich nur wenig über den Wasserspiegel erhebe. Gleichwohl werde „diese Insel doch von mehr als dreytausend Negern bewohnt“, die meist in den Diensten der Weißen stünden. Ihre Hütten bedeckten über die Hälfte des Bodens der Insel. Der Name Saint Louis kommt in dem Reisebericht Adansons nicht ein einziges Mal vor. Vielmehr nennt er diesen Platz immer nur Insel Senegal und beschreibt ihn als Hauptniederlassung der Handelskompanie und Sitz des Generaldirektors.
Mitte des 19. Jahrhunderts gewann Saint-Louis städtischen Charakter. Es war die Hauptstadt Senegals von 1872 bis 1957 und hat eine wichtige kulturelle und wirtschaftliche Rolle in ganz Französisch-Westafrika gespielt.

## Beschreibung
Die Lage von Saint-Louis auf einer Insel in der schiffbaren Senegal-Mündung, sein regelmäßiger Stadtplan, das System von Kais und die charakteristische Kolonialarchitektur kennzeichnen die besondere Identität von Saint-Louis.
Die historische Altstadt von Saint-Louis vermittelt einen Eindruck von dem bedeutenden Ausmaß des Austauschs von Werten und Einflüssen auf die Entwicklung von Bildung und Kultur, Architektur, Handwerk und Dienstleistungen in einem großen Teil Westafrikas.
Die Insel von Saint-Louis zeigt als ehemalige Hauptstadt Westafrikas ein hervorragendes Beispiel einer Kolonialstadt, die durch ihre besondere geographische Lage geprägt wird, und bildet die Entwicklung der kolonialen Regierung in diesem Gebiet anschaulich ab.